# Hirokazu Yagi
Hirokazu Yagi (Yoichi, 28 dicembre 1959) è un ex saltatore con gli sci giapponese.

## Biografia
Debuttò in campo internazionale in occasione della tappa del Torneo dei quattro trampolini di Oberstdorf del 30 dicembre 1978 (48°). In Coppa del Mondo esordì nella gara inaugurale del 27 dicembre 1979 a Cortina d'Ampezzo (5°); colse l'unica vittoria, nonché primo podio, il 12 gennaio 1980 a Sapporo.
In carriera prese parte a due edizioni dei Giochi olimpici invernali, Lake Placid 1980 (2° nel trampolino normale, 19° nel trampolino lungo) e Sarajevo 1984 (55° nel trampolino normale, 19° nel trampolino lungo), e a una dei Campionati mondiali.

## Palmarès

### Olimpiadi
- 1 medaglia, valida anche ai fini iridati:
  - 1 argento (trampolino normale a Lake Placid 1980)

### Coppa del Mondo
- Miglior piazzamento in classifica generale: 4º nel 1980
- 3 podi (tutti individuali):
  - 1 vittoria
  - 1 secondo posto
  - 1 terzo posto

#### Coppa del Mondo - vittorie
| Data            | Località | Nazione  | Trampolino     |
| --------------- | -------- | -------- | -------------- |
| 12 gennaio 1980 | Sapporo  | Giappone | Ōkurayama K110 |